# Falke Pisano
Falke Pisano (Amsterdam, 1978) is een Nederlandse beeldhouwer, installatiekunstenaar, conceptueel kunstenaar en performancekunstenaar.

## Opleiding en werk
Pisano is een beeldend kunstenaar, wonend en werkzaam in Amsterdam en Berlijn. Zij studeerde beeldhouwen aan de Hogeschool voor de Kunsten Utrecht (1997-2001), werkte een aantal jaren bij Ellen de Bruijne Projects in Amsterdam en had vanaf 2005 een onderzoeksperiode aan de afdeling Fine Arts aan de Jan van Eyck Academie in Maastricht.
Pisano maakt installaties, sculpturen, performances, videowerk en publicaties. Ze maakt gedurende een aantal jaren een multidisciplinaire reeks van werken onder dezelfde naam. Voorbeelden: 'Figures of Speech' (2006-2010), 'The Body in Crisis' (2011-2014), 'Joke Sculptures' (2011-2013).  
Haar werken hebben een open vorm, waarvan de samenstelling kan veranderen van expositie tot expositie. De verschillende vormen die in haar werk voorkomen, zoals beeld, video en taal, werken gelijkwaardig naast elkaar. Het onderzoek naar een gericht thema wordt zelf het kunstwerk.   

## Exposities (selectie)
- 2007, Lisson Gallery, Londen
- 2007, Ellen de Bruijne Projects, Amsterdam
- 2008, Halle für Kunst e.V., Lüneburg
- 2008, 5e Berlin Biennale, Berlijn
- 2008, Manifesta
- 2009, Grazer Kunstverein, Graz
- 2009, Hollybush Gardens, Londen
- 2009, Biënnale, Venetië
- 2010, Kunsthal Extra City, Antwerpen
- 2011, CAC (with Benoît Maire), Vilnius
- 2011, Ellen de Bruijne Projects, Amsterdam
- 2012, Transmission Gallery, Glasgow
- 2012, Museo Nacional Centro de Arte Reina Sofía, Madrid
- 2012, De Vleeshal, Middelburg
- 2012, Hollybush Gardens, Londen
- 2013, The Showroom, Londen
- 2014, Praxes Center for Contemporary Art, Berlin

## Prijzen
In 2013 won Pisano de Prix de Rome voor haar werk 'Prison Work' dat onderdeel is van haar serie 'The Body in Crisis'. Pisano maakte dit werk speciaal voor Prix de Rome. Het werk richt zich op de opening van CoreCivic, voorheen de Corrections Corporation of America, de eerste geprivatiseerde gevangenis in Amerika, in Houston, Texas.

## Externe bronnen
- (en)  Website Falke Pisano[dode link]

- Gemeinsame Normdatei: 13709499X
- International Standard Name Identifier: 0000 0001 1576 3586
- Library of Congress Control Number: no2011038058
- Nationale Bibliotheek van Tsjechië: osa2013789185
- Nationale Bibliotheek van Israël: 987007359690205171
- Nederlandse Thesaurus van Auteursnamen: 35216560X
- RKD-Nederlands Instituut voor Kunstgeschiedenis: 221629
- Système universitaire de documentation: 151881030
- Union List of Artist Names: 500355906
- Virtual International Authority File: 81333325
- WorldCat: E39PBJtxfR6ftP3W3PXqYfRtKd